# Анікеєв Володимир Юрійович
Володи́мир Ю́рійович Аніке́єв (нар. 16 січня 1976, Київ) — колишній український футболіст, захисник. Зараз — тренер.

## Клубна кар'єра
Володимир Анікеєв народився 16 січня 1976 року в Києві. Вихованець молодіжної академії київського «Динамо». Професіональну кар'єру футболіста Володимир Юрійович розпочав 1993 року в «Динамо-2». За киян Володимир виступав три з половиною роки, за цей час у складі другої динамівської команди зіграв понад 100 матчів, а в сезоні 1996/97 у її складі став срібним призером Першої ліги. Того сезону кияни навіть обійшли маріупольський «Металург».
Тренерський штаб маріупольців на чолі з Миколою Павловим після завершення сезону 1996/97 запросив Анікеєва до Маріуполя. У складі «приазовців» Володимир був незмінним гравцем основи та відіграв 156 поєдинків (8 голів), у сезоні 2000/01 у складі «Металурга» дійшов до 1/2 фіналу кубку України.
2004 року виступав у столичних ЦСКА (2 матчі) та «Арсеналі» (13 матчів). До київського «Арсенала» Володимира запросив тодішній головний тренер команди В'ячеслав Грозний. У весняній частині сезону 2003/04 більше просидів на лавці запасних. У сезоні 2004/05 під керівництвом Олександра Заварова був одним із ключових гравців команди, але потім поступово втратив місце в основному складі. У листопаді 2005 року знову повернув собі місце в основі, але взимку того ж року вирішив завершити кар'єру футболіста.

## Виступи за збірну
Виступав за юнацьку збірну України U-18.

## Досягнення
- Перша ліга чемпіонату України
  -  Срібний призер (1): 1996/97

## Тренерська діяльність
З липня 2008 року працює в ДЮФК «Динамо» (Київ) ім. Валерія Лобановського. У 2009 році Володимир Анікеєв склав іспит на отримання тренерської ліцензії класу «Б», яка дозволяла йому працювати з юнаками не старше 16 років.